# غوادالوبي مارين
غوادالوبي مارين (بالإسبانية: Guadalupe Marín)‏ هي مؤلفة وكاتِبة وعارضة مكسيكية، ولدت في 16 أكتوبر 1895 في ولاية خاليسكو في المكسيك، وتوفيت في 7 فبراير 1983 في مدينة مكسيكو في المكسيك.